# Bobby Vee
Robert Thomas Velline (Fargo, Dakota del Norte; 30 de abril de 1943-Rogers, Minnesota; 24 de octubre de 2016), más conocido como Bobby Vee, fue un cantante estadounidense de música popular, de notable trayectoria durante la época del rock and roll.
De acuerdo a la revista musical Billboard, tuvo  38 éxitos dentro de los 100 primeros lugares, de los cuales 10 se colocaron en la lista Top 20. Una de sus canciones más afamadas y más versionada fue Take Good Care of My Baby, tema compuesto por Carole King y Gerry Goffin en 1961. Asimismo, fue acreedor al Premio Roughrider, otorgado por el estado de Dakota del Norte, y también ha llegado a ser conocido por su ingreso en el  Rockabilly Hall of Fame, un museo dedicado a la historia del rock and roll que recopila a los artistas que mayor contribución aportaron al género. En 2009 se lo postuló al Hit Parade Hall of Fame. Su hijo menor, Robby Vee, es también un conocido cantante y guitarrista de este estilo musical.

## Biografía
Nació en Fargo, Dakota del Norte. De niño, pasaba los veranos en la granja familiar ubicada en la localidad de Tuomala en Perth, junto con sus primos. Vivió en Beverly Hills, por décadas, pero se mudó a St. Cloud, Minnesota. En diciembre de 1963 contrajo matrimonio con Karen Bergen, originaria de Minnesota, con la cual tuvo tres hijos y una hija.

## Carrera
En 1959 grabó su primer sencillo con la discográfica Soma Records de Minneapolis, Suzie Baby, canción que él mismo compuso con marcada influencia del tema Peggy Sue, de Buddy Holly. Posteriormente, firmó un contrato con Liberty Records, uno de los sellos discográficos más importantes en los Estados Unidos de la época. Su siguiente sencillo llevó como emblema una versión del tema interpretado por el británico Adam Faith, llamado What Do You Want (¿Qué quieres?), el cual se posicionó en las listas de popularidad a principios de 1960; sin embargo, fue su cuarto lanzamiento el que lo colocó en el estrellato: Devil or Angel (Ángel o Demonio), una versión de género doo wop del grupo The Clovers. Su siguiente sencillo, Rubber Ball (Pelota de Goma) lo consolidó como estrella de talla internacional. Fue también pionero de los vídeos musicales, apareciendo en diversos cortos, así como en los famosos Scopitones, una especie de videorockola. También se le postuló al North Dakota Roughrider Award. En la película No Direction Home se le menciona resaltando su amistad y breve asociación musical con el legendario cantautor Bob Dylan.
Durante el verano de 1961 lanzó el tema Take Good Care of My Baby (Cuida Bien de mi Nena) el cual llegó al puesto número uno de las listas Billboard, y el número tres de las  UK Singles Chart. Conocido inicialmente como intérprete de canciones pop de la Brill Building, grabó una serie de temas que fueron éxito en los años 60, incluyendo "Devil or Angel" (U.S. #6), Rubber Ball (1961) (U.S. #6), More Than I Can Say (1961) (U.K. #4), Run To Him (1961) (U.S. #2), The Night Has a Thousand Eyes (1963) (U.S. #3), y Come Back When You Grow Up (U.S. #3), tema que grabó junto a una banda llamada "The Strangers". Posteriormente llevó a cabo varias actuaciones en el American Bandstand Theater de Dick Clark, junto a artistas como  Fabian, Chris Montez, Brian Hyland y The Chiffons, una banda femenina de doo wop y música pop.
En mayo de 2008 la discográfia EMI publicó una recopilación de sus mejores éxitos: The Very Best of Bobby Vee.

## El día que murió la música
La carrera de Vee surgió de entre la tragedia. El día que murió la música, (3 de febrero de 1959), las tres estrellas que encabezaban la gira "Winter Dance Party", Buddy Holly, Ritchie Valens y Big Bopper murieron al estrellarse el avión en que viajaban (una avioneta Beechcraft Bonanza # de registro N3974N) en las cercanías de Clear Lake, Iowa, cuando se dirigían a la ciudad de Moorhead, Minnesota. Vee, entonces con 15 años de edad y una banda de Fargo (formada de modo provisional y rápido), haciéndose llamar The Shadows, tuvieron la tarea encomiable de cubrir los compromisos de Holly en Moorhead. Su actuación ahí fue un éxito, poniendo en marcha una cadena de eventos que lo condujeron a ser un cantante popular.
En 1963, Bobby lanzó un álbum homenaje para la Liberty Records llamado I Remember Buddy Holly (Recuerdo a Buddy Holly), en cuya funda aparecieron unas notas de Vee recordando a Buddy y su influencia en él y los eventos alrededor de la trágica muerte de Holly:
"Como mucha gente, me hice fan de Buddy desde la primera vez que lo escuché cantar, he sido su fan desde entonces y creo que siempre lo seré, recuerdo algunos años atrás cuando Buddy había agendado una actuación en un baile en mi pueblo natal, Fargo, Dakota del Norte. Iba a ser un gran evento para el pueblo entero, pero aún más para mi, estaba tan ansioso por ver a Buddy en acción."
Vee continúa:
"El día que ocurrió el fatal desastre, llevándose la vida de Buddy y de los dos excelentes cantantes, Ritchie Valens y The Big Bopper. La noticia llegó rápidamente a Fargo. La señal de la estación radial local hizo un llamado al talento local para amenizar el baile programado. Una semana aproximadamente antes de esto, yo había formado un grupo musico-vocal integrado por 5 chicos. Nuestro estilo se basaba en el de Buddy Holly y conocíamos de memoria todos sus éxitos. Cuando supimos del llamado efectuado por la radiodifusora local nos ofrecimos voluntariamente. Incluso no teníamos nombre para el grupo en ese momento, así que sobre la marcha, nos hicimos llamar The Shadows, nos presentamos en el baile y fuimos gratamente aceptados de manera entusiasta. Poco después grabé mi disco con el tema "Suzie Baby" con el cual tuve mucha suerte y fue un éxito importante".
Vee concluye:
"Desde hace algún tiempo he querido hacer un álbum homenaje a Buddy, pero no estaba seguro de que fuese lo correcto. Sin embargo el año pasado recibí muchas peticiones para realizar dicho álbum. Estas peticiones no sólo provenían de mis fans y los DJ's, sino también de los fieles seguidores de Buddy --sigue habiendo un enorme número de fans devotos--. Ello me dio la confianza para hacer el álbum. Desde "Suzie Baby" hasta el presente álbum, he hecho muchas grabaciones, pero nunca he olvidado a Buddy Holly y su influencia en mi estilo para cantar y en mi carrera."
A pesar de las circunstancias que rodearon su debut, Vee vino a ser una estrella de buena fe, y realizó regularmente actuaciones en los conciertos memoriales "Winter Dance Party" que se celebraban en Clear Lake.

## Muerte
Bobby Vee falleció a los 73 años, a causa del Alzheimer que se le diagnosticó en 2011.

## Datos
En los inicios de la carrera de Vee, un músico llamado Elston Gunnn le acompañó junto con la banda "Gunnn", su nombre real es Robert Allen Zimmerman, quien después saltó a la fama con el nombre artístico de Bob Dylan.
En la autobiografía de Dylan, Chronicles: Volume One, hizo una mención especial de Bobby Vee y comparte detalles importantes y significativos acerca de su amistad en el plano profesional y personal.

## Discografía
LP
- 1960: Bobby Vee sings Favorites
- 1961: With Things And Strings
- 1961: Hits Of The Rockin’ Fifties
- 1961: Take Good Care Of My Baby
- 1962: A Bobby Vee Recording Session
- 1962: Merry Christmas From Bobby Vee
- 1963: I Remember Buddy Holly
- 1963: The Night Has A Thousand Eyes
- 1964: The New Sound From England
- 1965: Live! On Tour
- 1967: A Forever Kind Of Love
- 1968: Just Today
- 1969: Gates, Grills & Railings
- 1999: Down The Line
- 2002: I Wouldn’t Change A Thing

Singles
- 1959: Susie Baby / Flying High
- 1959: What Do You Want / My Love Loves
- 1960: Devil or Angel / Since I Met You Baby
- 1960: Rubber Ball / Everyday
- 1961: Take Good Care of My Baby / Bashful Bob
- 1962: Run to Him / Angels In The Sky
- 1963: The Night Has a Thousand Eyes / Anonymous Phone Call
- 1967: Come Back When You Grow Up / Swahili Serenade

## Filmografía
- Swingin' Along (1962), Lippert Films, color, 74 minutos, director: Charles Barton, productor: Jack Leewood, adaptación a la pantalla: Arthur Morton
- Play it Cool (1962), Allied Artists, blanco y negro, 82 minutos, director: Michael Winner, productores: Leslie Parkyn, Julian Wintle, adaptación: Jack Henry
- Just for Fun (1963), Columbia Pictures, blanco y negro, 85 minutos, director: Gordon Fleming, productor y adaptador: Milton Subotsky
- C'mon, Let's Live a Little (1967), Paramount Pictures, color, 85 minutos, director: David Butler, productores: John Herelandy, June Starr, screenplay: June Starr